# ヴュルツブルク市電
ヴュルツブルク市電（ヴュルツブルクしでん、ドイツ語:Straßenbahn Würzburg）はドイツの都市であるヴュルツブルクの路面電車。市民からは古フランク語を由来とする「ストラバ（Straba）」という愛称で親しまれており、2023年現在は路線バスと共に、ヴュルツブルク市が所有するヴュルツブルク供給・交通株式会社（Würzburger Versorgungs- und Verkehrs-GmbH、WVV）の完全子会社であるヴュルツブルク路面電車会社（Würzburger Straßenbahn GmbH、WSB）による運営が行われている。

## 歴史
ヴュルツブルク市電のルーツは、1892年4月30日に開通した馬車鉄道である。開通当初は14両の客車が在籍し、56頭の馬が牽引用に飼育されていた。1893年に2番目の路線が開通した後、1898年には同年に設立されたヴュルツブルク軌道（Würzburger Straßenbahn AG）へ運営権が移管された。これらの路線の電化が行われ、ヴュルツブルク市内に最初の路面電車が登場したのは1900年の事である。
その後は延伸も行われたが、第一次世界大戦後の急激なインフレーションにより路面電車は長期にわたり運行が休止される事態となった。その後、ヴュルツブルク市が主導する形で再度路面電車を運行することとなり、1924年に新たなヴュルツブルク路面電車会社（Neuen Würzburger Straßenbahn GmbH）が設立され、営業運転が再開された。その後は1929年まで路線網の積極的な拡大が行われた。しかし、第二次世界大戦末、1945年3月16日の空襲により甚大な被害を受けた路面電車網は再度運行休止を余儀なくされ、戦後は1949年まで各地の復旧が行われた。
1965年にヴュルツブルク路面電車会社はヴュルツブルク供給・交通株式会社（WVV）に買収され、2023年現在に至る運営組織が形成された。一方で路面電車の路線網については1964年に一部区間が廃止された一方で1965年にハイディングフェルト東駅（Heidingsfelder Ostbahnhof）への延伸が行われた。また1968年には乗客自身が乗車券に刻印する信用乗車方式の導入が実施された。
その後、1989年にホイケルホフ（Heuchelhof）へ向かう5号線が開通し、1997年にも延伸が実施されている。また、既存の路線についても道路からの分離による高速化・利便性の向上が進められている。車両については、ドイツ（西ドイツ）初の超低床電車（部分超低床電車）となったGT-E形が1989年に導入されており、1995年にも同じく低床構造を有するGT-N形の増備が行われている。

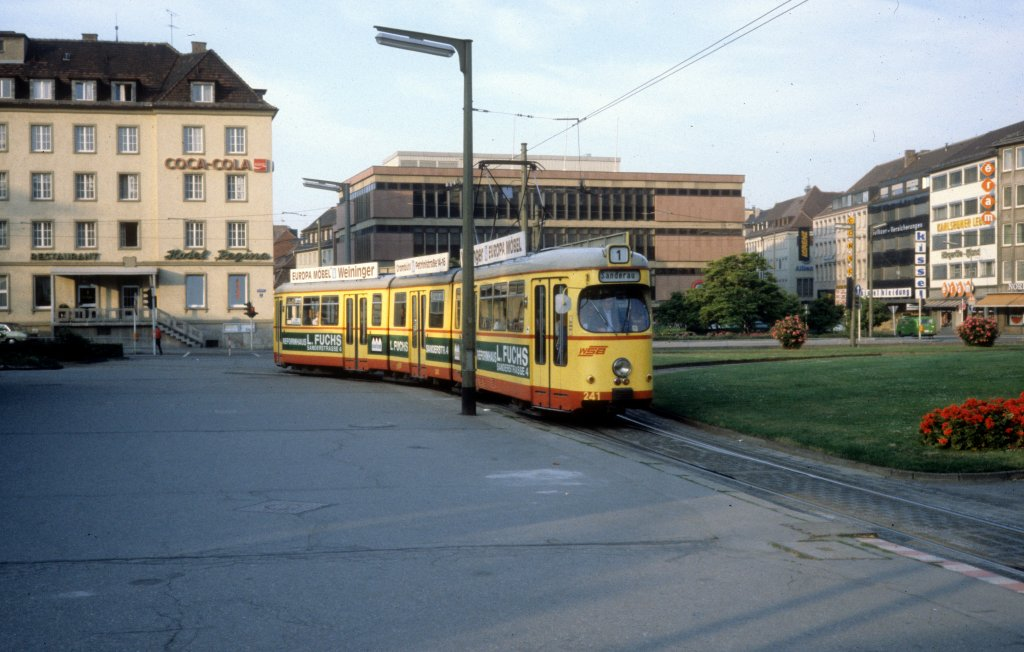
長年にわたり在籍するデュワグ製の路面電車（1979年撮影）
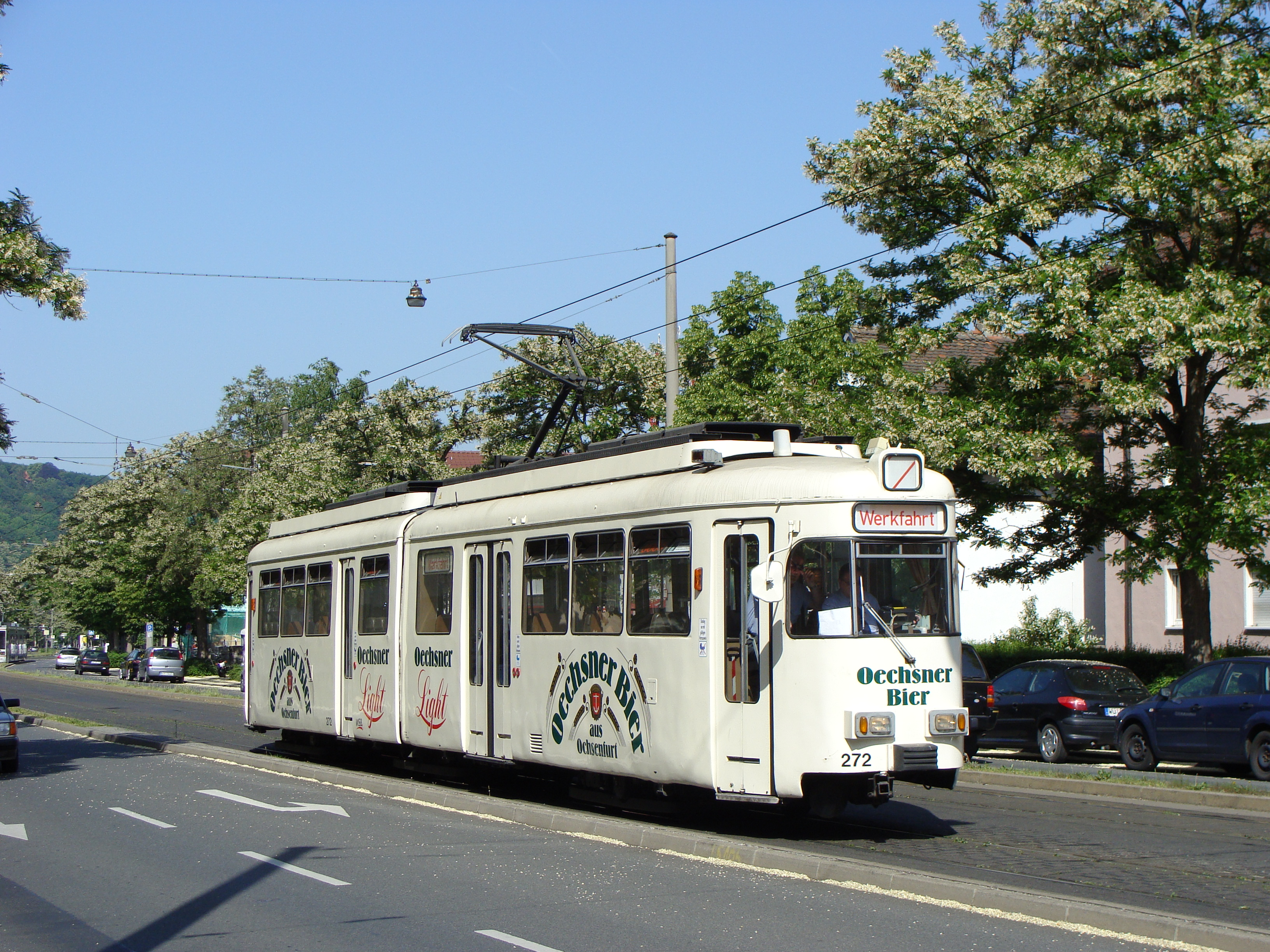
ハーゲン市電からの譲渡車両は2000年までに定期運転から撤退した（2009年撮影）
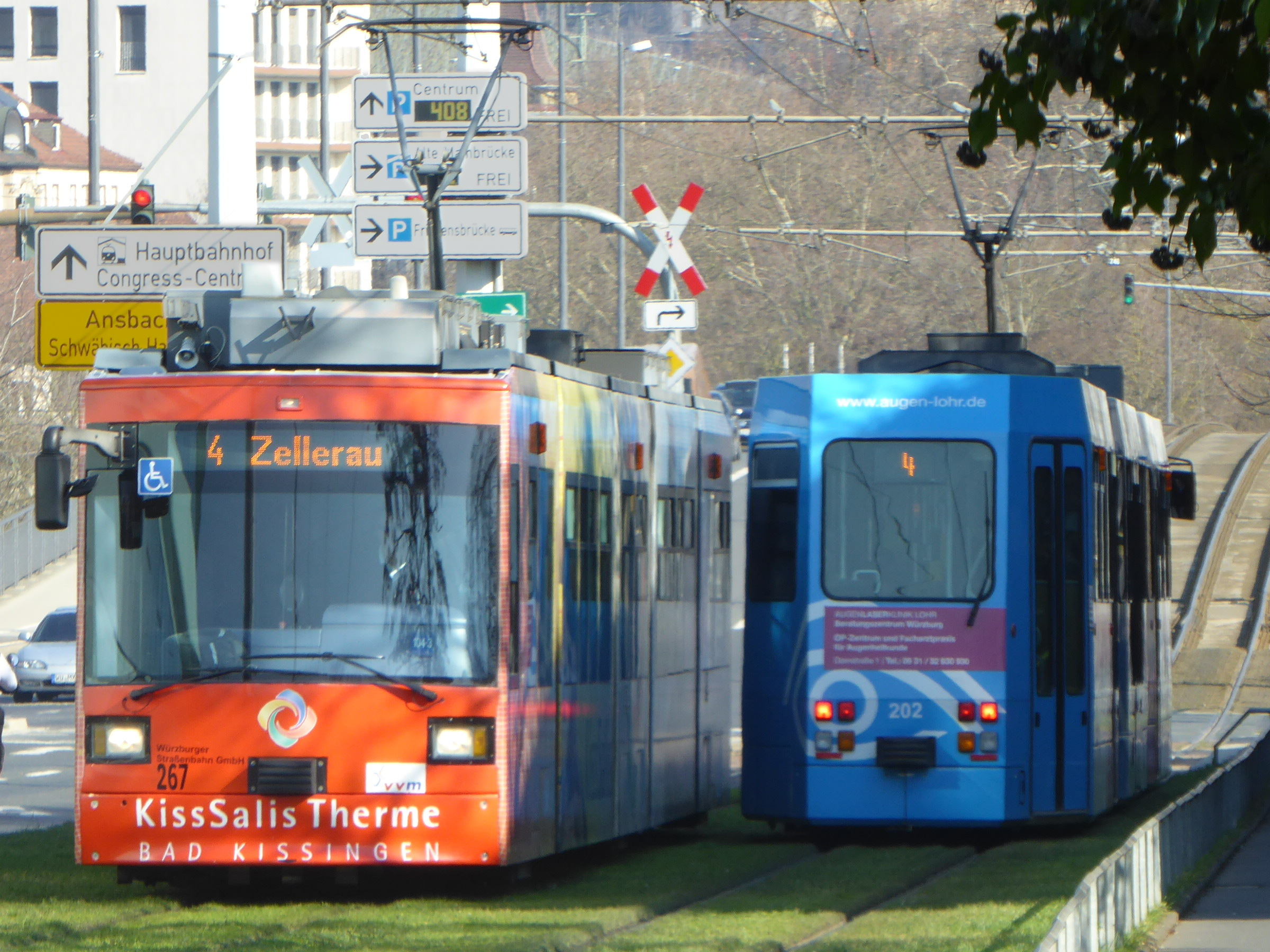
2023年現在の主力車両は低床構造を有する電車である（2016年撮影）

## 路線
2023年現在、ヴュルツブルク市電には以下の5系統が存在する。
| 系統番号 | 起点                  | 終点                | 備考・参考                            |
| -------- | --------------------- | ------------------- | ------------------------------------- |
| 1        | Pestalozzistraße      | Königsberger Straße |                                       |
| 2        | Würzburg Hauptbahnhof | Bürgerbräu          |                                       |
| 3        | Würzburg Hauptbahnhof | Athener Ring        |                                       |
| 4        | Bürgerbräu            | Königsberger Straße | 一部列車はWürzburg Hauptbahnhofを経由 |
| 5        | Pestalozzistraße      | Rottenbauer         |                                       |

## 車両

### 現有車両
- GT-D - 1968年から製造が実施されたデュワグ製の3車体連接車で、GTW-D8と呼ばれる場合もある。2019年時点で6両が在籍する[5][6][10][11]。
- GT-E - 1989年に14両が導入されたリンケ＝ホフマン（現：アルストム）製の3車体連接車。中間車体は床上高さを下げた低床構造となっており、当時の西ドイツ初の超低床電車（部分超低床電車）となった[5][3][6][10][11][12]。
- GT-N - 1996年製の5車体連接式超低床電車。アルストムLHB（車体・台車）とシーメンス（電気機器）によるコンソーシアムによって20両が製造されている[5][6][10][11][13]。
- "ショッペンエクスプレス"（Schoppenexpress） - ヴュルツブルク市電で過去に使用された車両のうち、1955年に製造された2軸車（電動車1両・付随車1両）については特定の経路を運行する貸切用車両「ショッペンエクスプレス」として在籍している[14]。

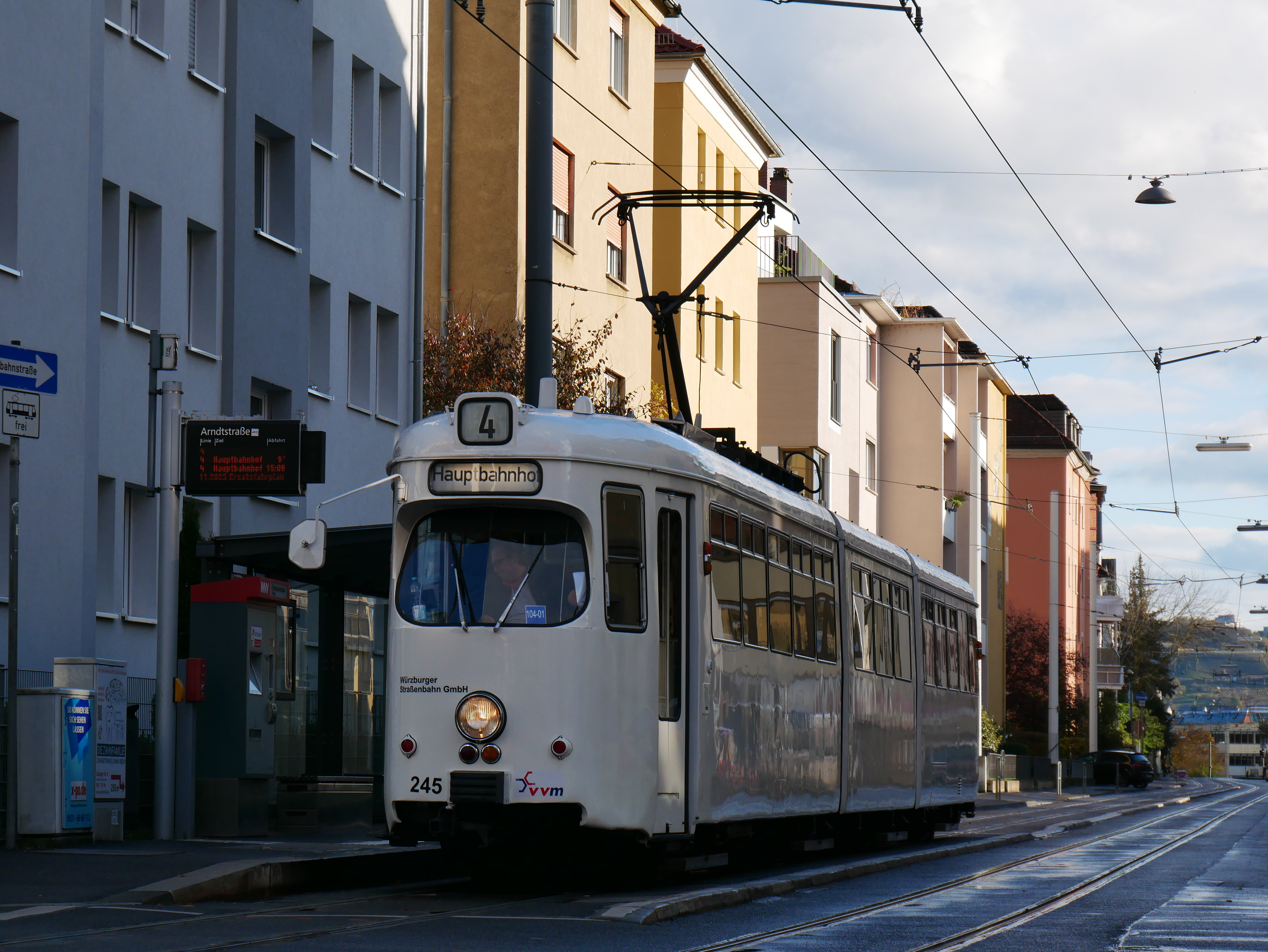
GT-D（広告塗装）（2023年撮影）
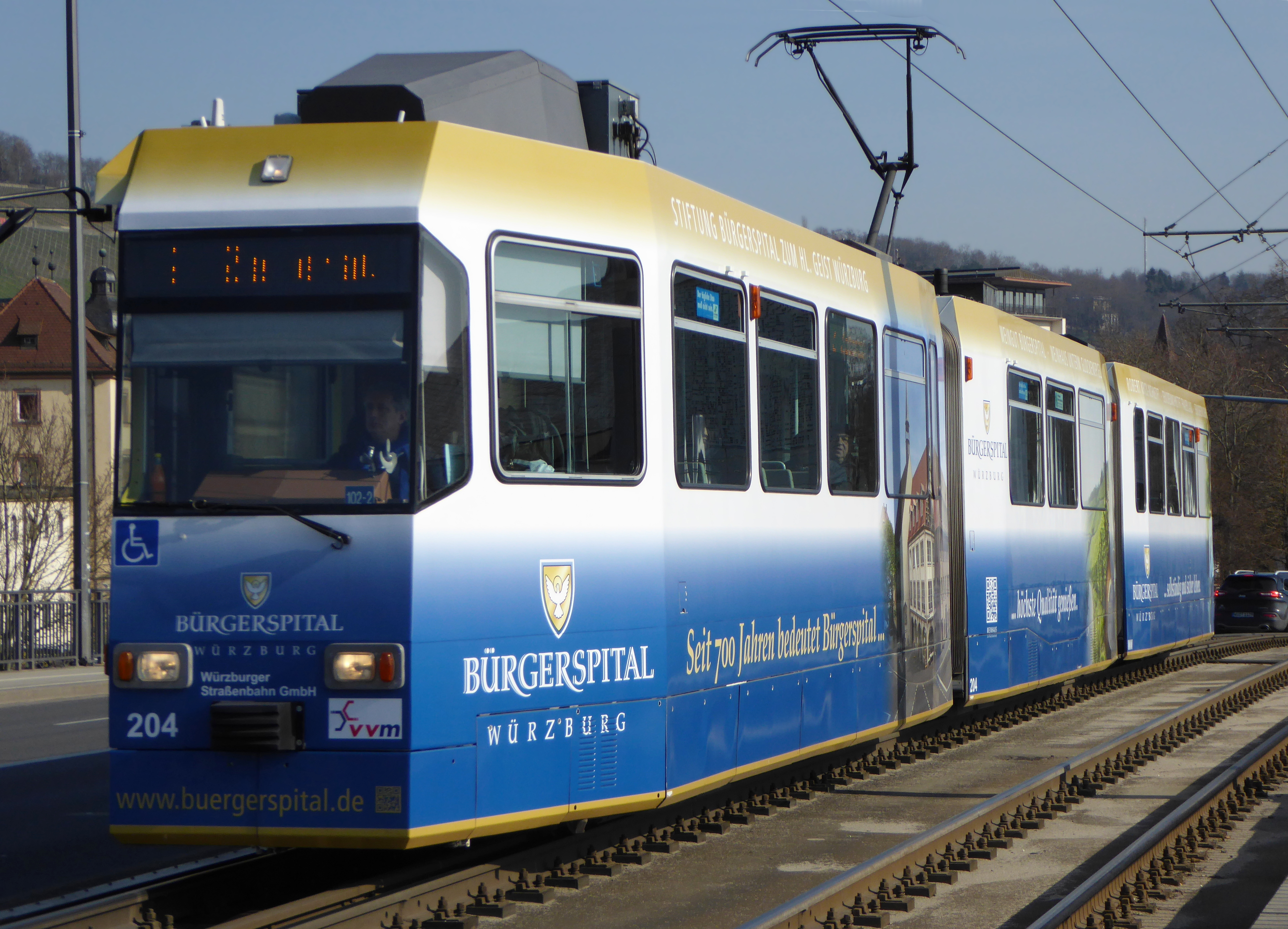
GT-E（広告塗装）（2016年撮影）
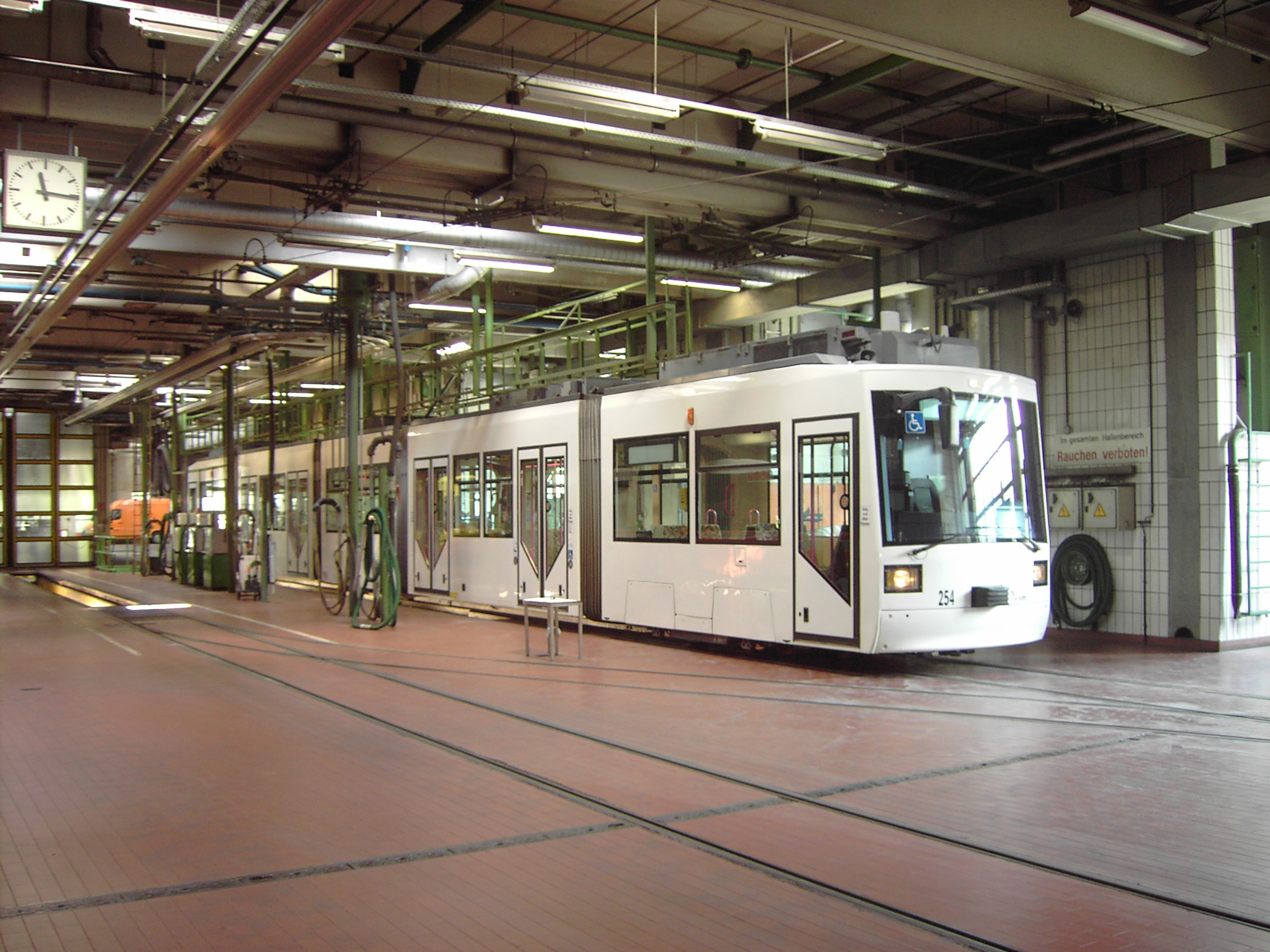
GT-N（2006年撮影）
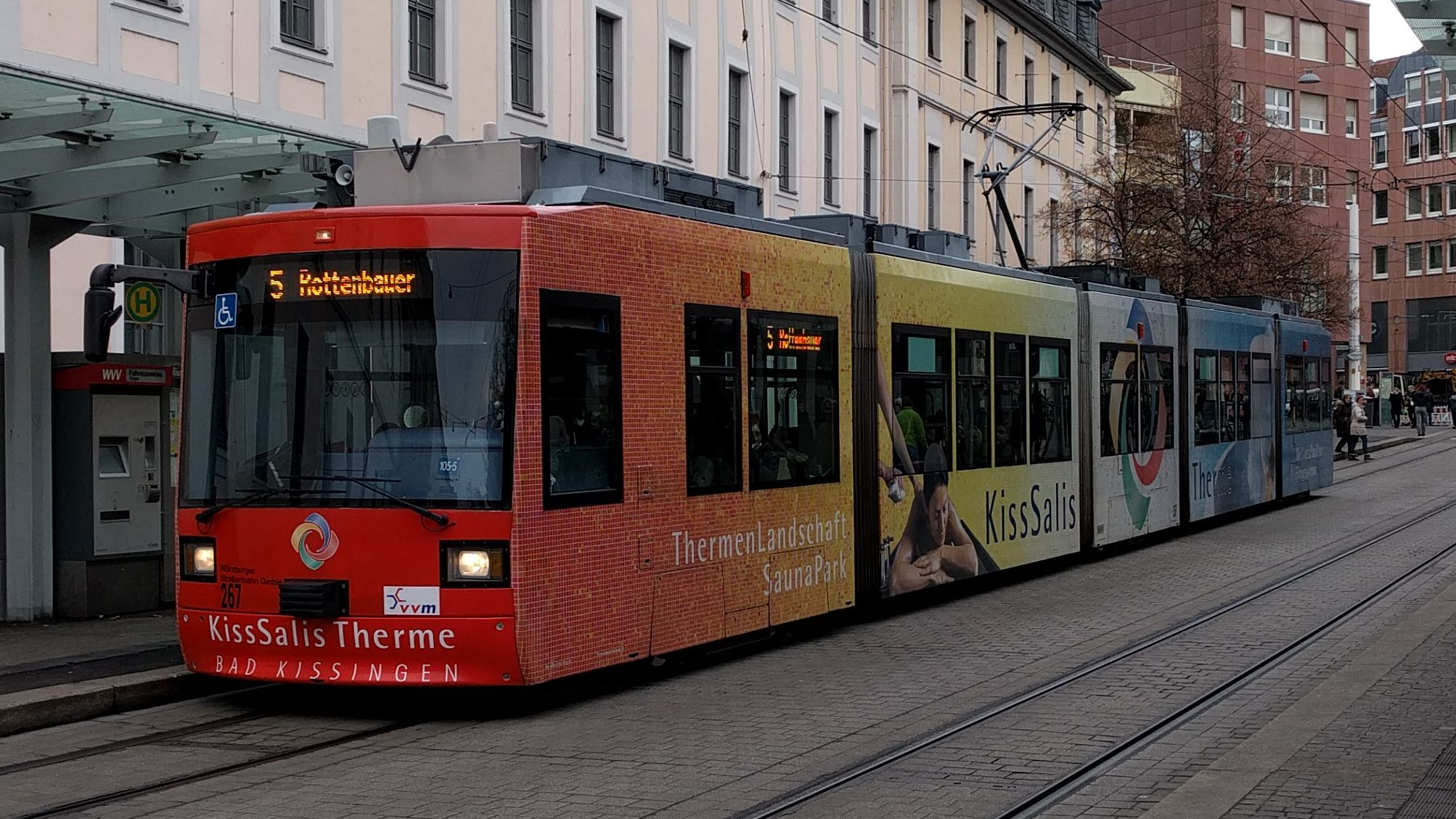
GT-N（広告塗装）（2017年撮影）

### 導入予定の車両
2018年1月、ヴュルツブルク市議会は18両の新型超低床電車の導入を決定し、入札を経て2019年12月にドイツ・ライプツィヒの鉄道車両メーカーであるハイターブリックへ向けて発注を実施した。GT-Fという形式名が付けられるこれらの車両は急勾配に適した高出力（760 kW）の5車体連接車で、冷暖房双方に対応した空調、USBタイプの充電用ポートなどが設置される。2022年から製造が開始される計画で、老朽化が進んだGT-DやGT-Eが置き換えられる他、2027年および2030年にも10両ずつ追加発注が行われる事になっている。

## 延伸計画
- グロムビュール方面 - 2023年時点で1・5号線の終点になっているペスタロッツィ通り（Pestalozzistraße）電停からグロムビューム（Grombühl）方面へ1.3 km延伸する計画。沿線の病院への利便性向上が図られる事になっており、終点を含めて3箇所に電停が設置される。本格的な建設工事は2023年から開始され、2027年の営業運転開始を目標としている[17]。
- フラウエンランド・フーブランド方面 - フラウエンラント地区（Frauenland）およびフーブランド地区（Hubland）方面への延伸計画。大学の増設や人口増加を背景に、市内中心部から分岐し合計11箇所の電停を有する路線の建設が検討されている[18]。

## 参考資料
- WVV (2017年). 125 Jahre Würzburger Straßenbahn (Report). 2023年8月20日閲覧.{{cite report}}:  CS1メンテナンス: デフォルトと同じref (カテゴリ)